# 蘇鴻飛
蘇鴻飛（1900年－1990年），台灣日治時期嘉義市人，本名茂杞，鴻飛為其表字。本職從事銀行業，在傳統漢文文學上，是一位傑出的詩人。蘇鴻飛擁有傳統私塾舊學的根底，活躍於20世紀的台灣傳統詩壇，創作出一千八百餘首富有台灣精神的漢詩，在台灣漢詩界擁有時代性以及代表性的重要意義。其作品類型反映寫作當時的現實社會與時局，自日治至戰後時期，對節令時事、風土民情有相當的記錄。使後世對於當時的台灣得以窺見，並了解台灣歷史時期的風貌。此外，其詩作中呈現其豐沛情感，篇篇動人且別具特色，也蘊含著其個人內心的思想意識以及文化精神。